# Kommunalwahlen in Brandenburg 1993
Die Kommunalwahlen in Brandenburg 1993 fanden am Sonntag, dem 5. Dezember 1993, statt. Es waren die ersten Kommunalwahlen nach Ende der DDR.
Es wurden die Vertreter für Kreistage, Stadtverordnetenversammlungen der kreisfreien Städte und Gemeindevertretungen beziehungsweise Stadtverordnetenversammlungen der kreisangehörigen Städte und Gemeinden gewählt.

## Ergebnis
Das amtliche Landesendergebnis der Kommunalwahl lautete:

### Kreistage der Landkreise und Stadtverordnetenversammlungen der kreisfreien Städte
Die Zahl der Wahlberechtigten war 1.931.789, die Wahlbeteiligung betrug 59,89 %.
| Partei                                            | Prozent |
| ------------------------------------------------- | ------- |
| Sozialdemokratische Partei Deutschlands (SPD)     | 34,50   |
| Christlich Demokratische Union Deutschlands (CDU) | 20,56   |
| Partei des Demokratischen Sozialismus (PDS)       | 21,19   |
| Bündnis 90/Die Grünen (B’90/Grüne)                | 4,19    |
| Freie Demokratische Partei (FDP)                  | 7,09    |
| andere Parteien                                   | 12,47   |

### Vertretungen der kreisangehörigen Städte und Gemeinden
Die Zahl der Wahlberechtigten war 1.591.248, die Wahlbeteiligung betrug 60,41 %.
| Partei                                            | Prozent |
| ------------------------------------------------- | ------- |
| Sozialdemokratische Partei Deutschlands (SPD)     | 26,91   |
| Christlich Demokratische Union Deutschlands (CDU) | 17,31   |
| Partei des Demokratischen Sozialismus (PDS)       | 15,71   |
| Bündnis 90/Die Grünen (B’90/Grüne)                | 1,92    |
| Freie Demokratische Partei (FDP)                  | 6,55    |
| andere Parteien                                   | 31,61   |